# 僕だけのバタフライ
『僕だけのバタフライ』（ぼくだけのバタフライ）は、北川みゆきによる日本の漫画作品。2010年5月に創刊された『姉系プチコミック』（小学館）にて創刊号から第4号（2011年6月）まで連載された。単行本はフラワーコミックスαより全1巻（2011年9月9日発売、ISBN 978-4-09-134007-8）。

## あらすじ
付き合って3年目になる彼氏の浮気に気付てしまい、ついヤケ酒に走った雅は、声をかけてくれた親切な若い男に絡んだあげく、酔いつぶれてしまう。翌朝、職場のホテルで、バーでピアノを弾くバイトとして採用された彼、桜井と再会する。
彼氏に浮気のことを追及できないまま悶々としていたある日、会社の懇親会で彼が「婚約発表」と言って壇上に上げたのは、4年前から付き合っているという専務の娘だった。自分が彼の浮気相手だったことに気付かされ、強いショックを受けた雅だったが、桜井に真直ぐに想いをぶつけられ、年齢差に戸惑いつつも付き合い始める。

## 登場人物
志田 雅（しだ みやび）
33歳。銀座ホテルの企画戦略部所属。「ムーン・リバー」が好き。
同じ会社の先輩と付き合っていたが、自分が浮気相手であること、更に彼の下劣な人間性に気付かされ破局。緋呂との年齢差にコンプレックスを感じることが多々ある。
桜井 緋呂（さくらい ひろ）
23歳。音大生。音楽家一家に育ち、自身もピアニストを目指している。バーでのピアノ生演奏のバイトとして銀座ホテルに採用された。
泥酔した雅を介抱した時に彼女が言った「虹の端っこ」という意外に可愛い言葉に魅了され、好きになってしまう。
工藤 隆（くどう たかし）
銀座ホテルのフロアマネージャー。専務の娘と付き合っていたが、その息抜きのための浮気相手に雅を選んだ。
谷 沓子（たに とうこ）
銀座ホテルの専務の娘。新入社員だが、工藤とは4年前から付き合っていた。工藤の浮気にそれとなく気付いていた。